# Авдеевская База
Авдеевская База — посёлок в Заринском районе Алтайского края России. Входит в состав Смазневского сельсовета.

## География
Расположен в северо-восточной части края, по реке Аламбай, вблизи впадения в неё притока Залесиха.
Климат
континентальный. Средняя температура января −17,7 °C, июля +19,2 °C. Годовое количество атмосферных осадков — 450 мм.

## История
Посёлок входит в муниципальное образование «Смазневский сельсовет» согласно муниципальной и административно-территориальной реформе 2007 года .

## Население
| 1997 | 1998 | 1999 | 2000 | 2001 | 2002 | 2003 | 2004 | 2005 |
| ---- | ---- | ---- | ---- | ---- | ---- | ---- | ---- | ---- |
| 79   | ↗123 | ↘118 | ↗122 | ↗128 | ↗149 | ↘138 | ↘134 | ↘122 |
| 2006 | 2007 | 2008 | 2009 | 2010 | 2011 | 2012 | 2013 |      |
| ↘113 | ↘109 | ↘107 | →107 | ↗109 | ↘108 | ↗112 | ↘106 |      |

национальный состав
Согласно результатам переписи 2002 года, в национальной структуре населения русские составляли 93 % от 134 жителей.

## Инфраструктура
Авдеевская  начальная школа.
Экономика
Основное направление  — сельское хозяйство.

## Транспорт
Посёлок доступен по дороге общего пользования  межмуниципального значения «Авдеевская База - Хмелёвка - Клабуковка» (идентификационный номер 01 ОП МЗ 01Н-1306).